# La Trinidad Tianguismanalco
La Trinidad Tianguismanalco är en ort i Mexiko.   Den ligger i kommunen Tecali de Herrera och delstaten Puebla, i den sydöstra delen av landet, 130 km sydost om huvudstaden Mexico City. La Trinidad Tianguismanalco ligger 2 156 meter över havet och antalet invånare är 1 613.
Terrängen runt La Trinidad Tianguismanalco är kuperad åt sydväst, men åt nordost är den platt. Runt La Trinidad Tianguismanalco är det ganska glesbefolkat, med 32 invånare per kvadratkilometer. Närmaste större samhälle är Amozoc de Mota, 16,9 km norr om La Trinidad Tianguismanalco. Trakten runt La Trinidad Tianguismanalco består i huvudsak av gräsmarker.